# 櫛田神社前駅
櫛田神社前駅（くしだじんじゃまええき）は、福岡県福岡市博多区祇園町にある、福岡市交通局七隈線の駅である。駅番号はN17。
駅名は当駅北側に位置し、博多の夏の風物詩「博多祇園山笠」が奉納される櫛田神社（博多総鎮守）に由来する。駅シンボルマークは西島雅幸によるデザインで、櫛田神社を象徴する銀杏の葉と博多祇園山笠の「舁き縄」を合わせたもの。駅識別カラーは   DIC-121（系統色名:あざやかな黄赤）で、薬院大通駅・金山駅・橋本駅と共通。
天神南駅が管理し、JR九州サービスサポートが駅業務を受託する業務委託駅である。

## 歴史
- 2011年（平成23年）11月7日：2020年度天神南駅 - 博多駅と中間駅が開業予定と福岡市から発表[8]。
- 2013年（平成25年）12月：天神南駅 - 博多駅間着工[9]。
- 2016年（平成28年）11月8日：博多駅前道路陥没事故発生[10]。
- 2019年（令和元年）7月：トンネル掘削工事再開、2年程度の遅れが生じる[11]。
- 2021年（令和3年）7月1日：駅名を決定[2][12][13]。
- 2023年（令和5年）3月27日：開業[3][4][5]。

## 駅構造
島式ホーム1面2線を有する地下駅。天神南駅側で那珂川・博多川をくぐり、博多駅も既存のJR博多シティより深い位置に位置する関係上、当駅も地表から約25 mの地下4階にホームが設けられている。
改札フロアやホームの床には櫛田神社の石畳参道をイメージした床タイルを採用している。また、地下1階にある改札口には、櫛田神社の奉納神事である博多祇園山笠を表現した縦約2.4メートル、横約4.5メートルの壁面装飾があり、伝統工芸品である博多人形や博多織などが展示されている。
改札口は、駅両端と中央付近の3か所にある。地上との出入口は開業当時から7か所が設けられているが、この他に駅西側では国体道路北側への出入口設置が検討、駅東側では民間によるキャナルシティ博多（仮称）新イーストビルに直結する通路が計画されている。
| 地階    | 出入口                       | 出入口                                     |
| 地下1階 | コンコース階                 | コンコース、案内所、自動券売機、自動改札口 |
| 地下1階 | コンコース階                 | トイレ（改札内）                           |
| 地下4階 | 1番ホーム                    | ■七隈線 博多方面（博多駅）→                |
| 地下4階 | 島式ホーム，右側のドアが開く |                                            |
| 地下4階 | 2番ホーム                    | ←■七隈線 橋本方面（天神南駅）              |

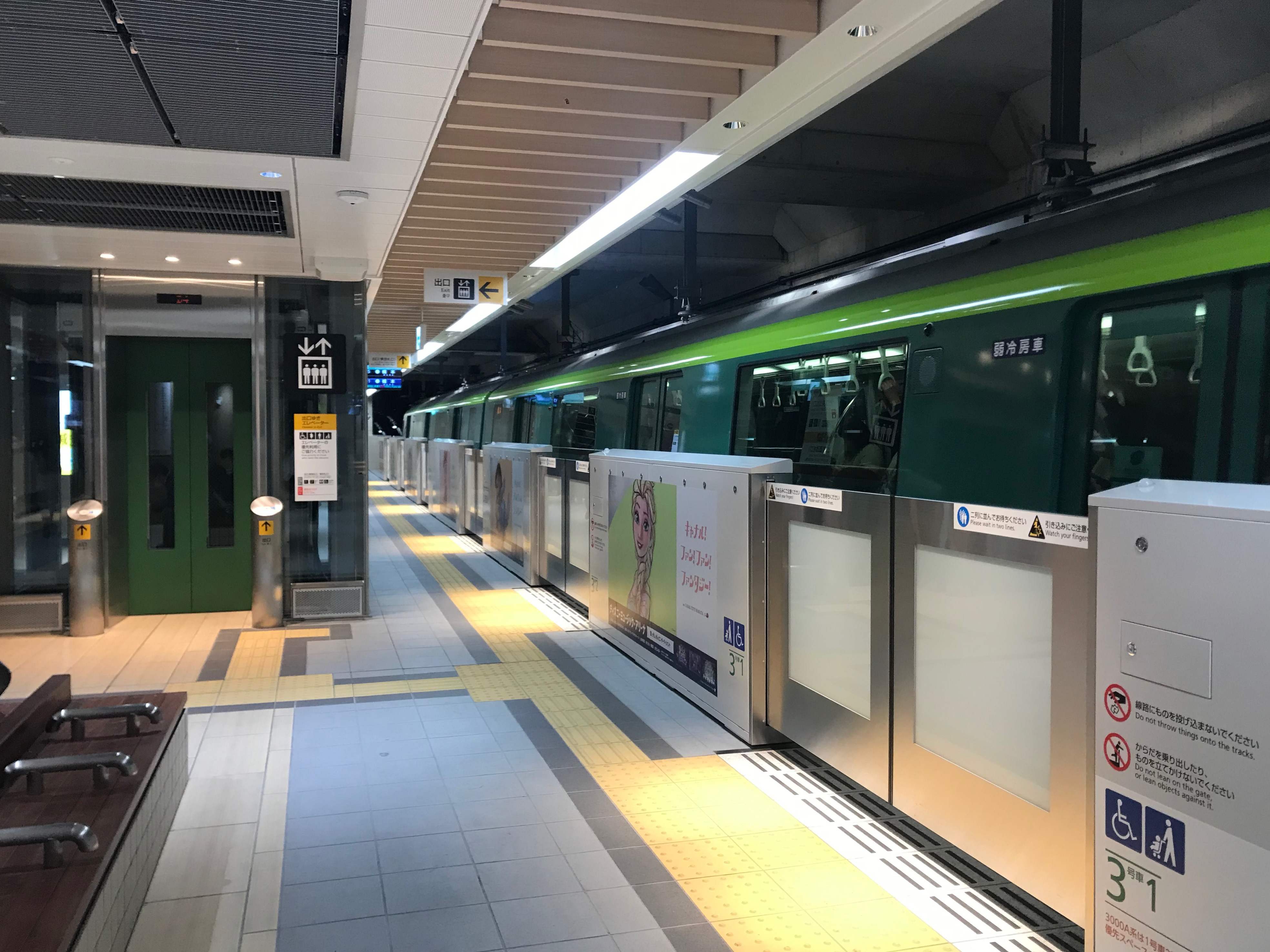
ホーム（2023年3月）
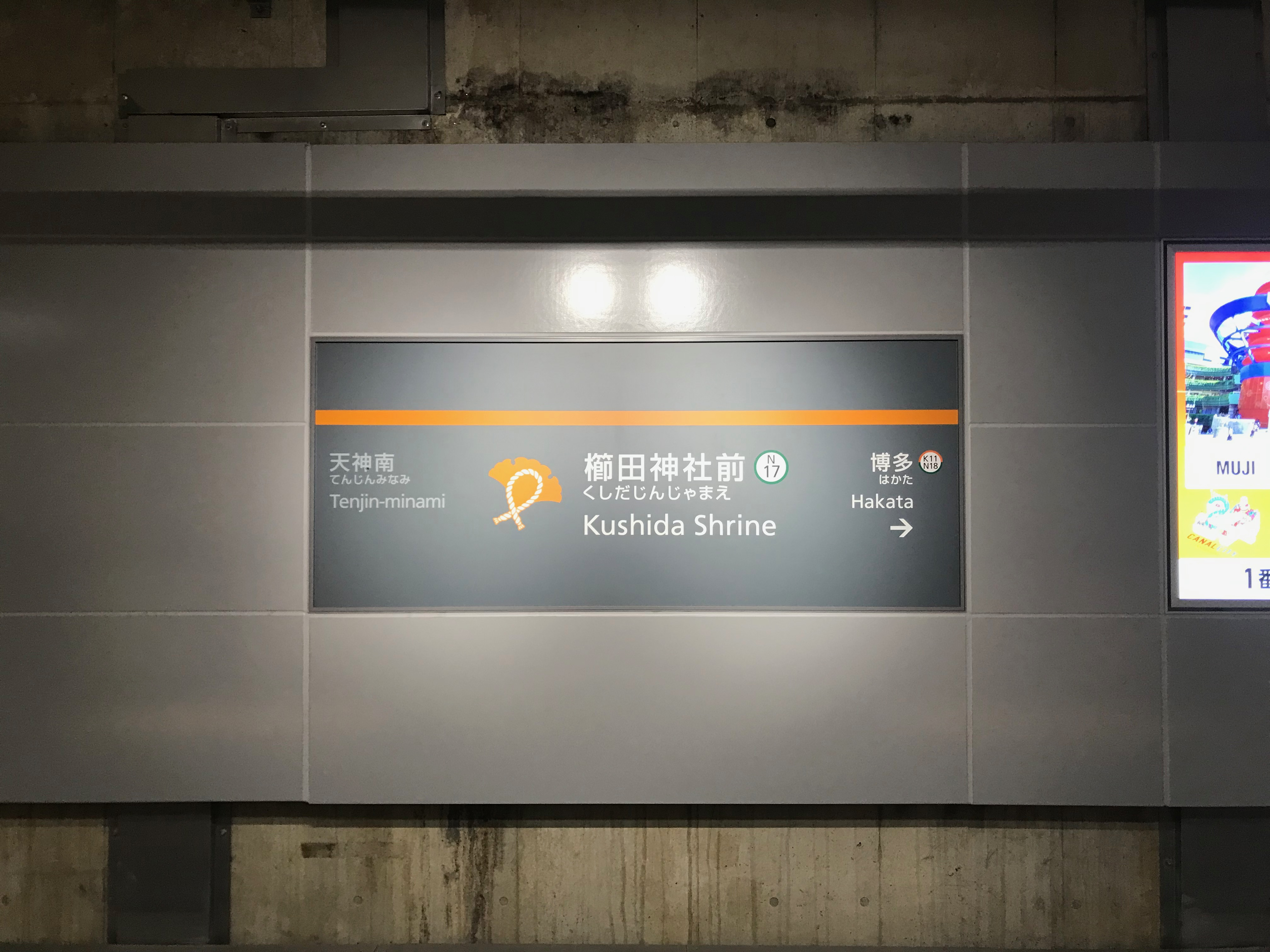
駅名標（2023年3月）

## 利用状況
2023年度の1日平均乗車人員は7,105人である。
開業以降の1日平均乗車人員の推移は下表のとおりである。
| 年度              | 1日平均 乗車人員 |
| ----------------- | ---------------- |
| 2022年（令和4年） | 7,154            |
| 2023年（令和5年） | 7,105            |

## 駅周辺
福岡市道博多駅前線（はかた駅前通り）の地下、国道202号（国体道路）と交差する祇園町西交差点の東側に位置する。
- 中洲川端駅 - 福岡市地下鉄空港線・福岡市地下鉄箱崎線の駅
- 祇園駅 - 福岡市地下鉄空港線の駅
- キャナルシティ博多
- 櫛田神社
- 萬行寺
- 博多旧市街
- 「博多町家」ふるさと館
- マックスバリュエクスプレス博多祇園店
- 川端通商店街
- 博多区役所
- 西鉄バス「キャナルシティ博多前」「キャナルシティ博多前（櫛田神社前駅）」停留所

## 隣の駅
福岡市交通局
 七隈線
天神南駅 (N16) - 櫛田神社前駅 (N17)  - 博多駅 (N18)